# دلتا بلوز
دلتا بلوز (انگلیسی: Delta blues) از قدیمی‌ترین سبک‌های موسیقی بلوز است. این سبک، اوایل سدهٔ بیستم در ناحیهٔ دلتای می‌سی‌سی‌پی آمریکا پا گرفت؛ سرزمینی که از ممفیس در شمال تا ویکسبرگ در جنوب، و از هلنا در غرب تا رود یازو در شرق امتداد دارد. دلتای می‌سی‌سی‌پی به‌خاطر خاک حاصلخیز و ساکنان فقیرش شهرت دارد.
موسیقی دلتا بلوز واریاسیونی از کانتری بلوز به‌شمار می‌رود، و گیتار و سازدهنی سازهای چیرهٔ این سبک هستند. گیتارنوازی اسلاید که معمولاً با گیتار هاوایی (و میلهٔ فولادی) انجام می‌گیرد از بارزترین مؤلفه‌های دلتا بلوز است. خوانندگی در دلتابلوز گاه آرام و بااحساس و گاه پرشور و آتشین است.
از مشهورترین موسیقی‌دانان این سبک می‌توان رابرت جانسون، چارلی پاتن، جان لی هوکر، مادی واترز و سان هاوس را نام برد.